# 胡里安頌歌

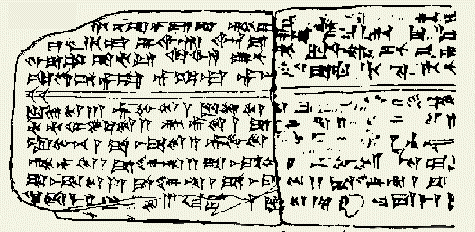
刻有《胡里安的尼卡爾女神頌》的泥板

胡里安頌歌（Hurrian songs）是一組刻在泥板上的楔形文字歌曲，發掘於亞摩利人-迦南人居住的烏加里特古城（現屬敘利亞，敘國北部一海角上），文物年份介於公元前1400年左右。其中一塊泥板相當完整，板上刻有《胡里安的尼卡爾女神頌》，也可以稱作為《胡里安禮拜詩》（Hurrian cult hymn）、《致眾神的札魯茲》（A Zaluzi to the Gods）或簡稱《h.6》，它是世界上最古老相對完整存留的記譜音樂作品。雖然有一部分碎片標有作曲家，但《h.6》上沒有標示出作曲者的名字。

## 歷史

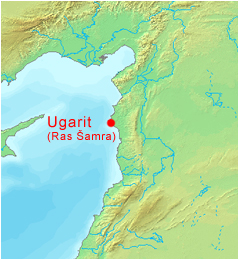
烏加里特的位置

上述的完整歌曲，是1950年代於烏加里特的皇宮發現的楔形文字泥板中約36首讚美詩的其中之一，年代可追溯至前14世紀，它是唯一一個比較完整留存的作品。關於整組碎片的敘述首先由埃馬紐埃爾·拉羅謝於1955年和1968年發表，這些碎片被認為是一塊泥板的一部分，而其中三塊碎片則分別被田野考古學家編目為RS 15.30、15.49和17.387。在拉羅謝的目錄中，讚美詩的碎片被定名為h. 2–17、19–23、25–6、28和30，以及一些較少的斷片RS. 19.164 g、j、 n、o、p、r、t、w、x、y、aa和gg。完整的讚美詩正是前述所列的《h.6》，其修訂後的版本則在1975年發表。
h.6的泥板包含兩項事物，其一是讚美詩的歌詞，內容為讚頌閃族人的果園女神尼卡爾；其二則是與豎琴類似，或更像是里拉琴的九弦樂器「薩姆蒙琴」（Sammûm）的教學。另外還有一個或多個泥板教導人們如何為豎琴調音。
胡里安讚歌比起其他留存下來的早期作品更早，例如塞基洛斯的墓志銘和德爾斐聖歌，但文本的年代仍然存在爭議。在Urkesh.org上可以聽到馬塞勒·杜申-吉耶曼（Marcelle Duchesne-Guillemin）的重製版本，但這只是五個版本的其中之一，而每個版本的翻譯都是不一樣的。
整塊泥版現存於大馬士革國家博物館。

## 簡譜

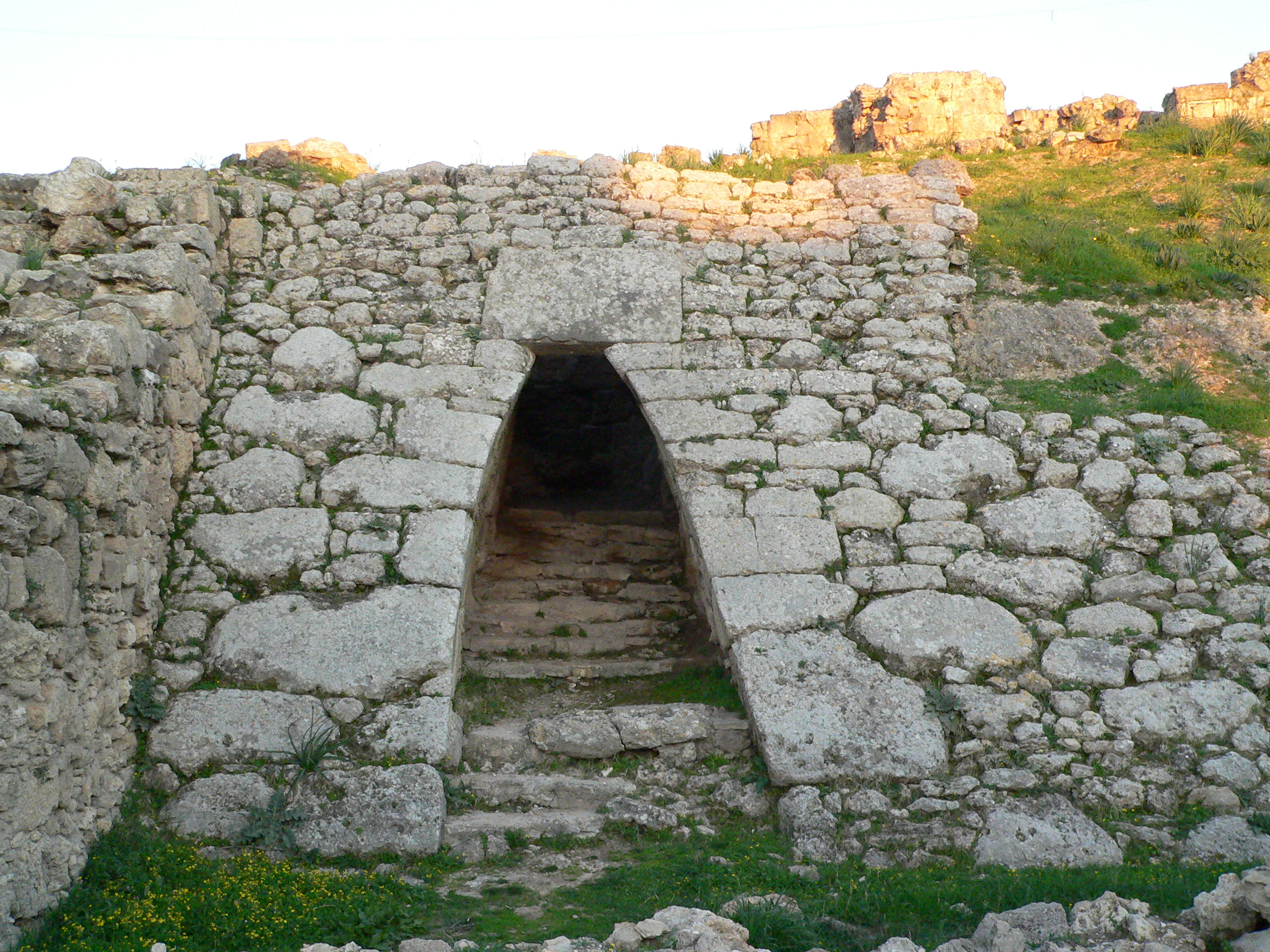
烏加里特王宮的入口，為胡里安頌歌的發現地

《h.6》泥版的排列為把頌歌的胡里安字母放在最頂部，其下方則有兩條分隔線。讚美詩的文字由連續的螺旋形構成，並在正頁和反頁間交替出現，而這些是巴比倫文本中從未出現的佈局。再下方一點有著阿卡德語的音樂說明，其由音程名稱和數字符號組成。翻譯差異取決於如何解釋這些成對的符號的含義，以及它與讚美詩文字的關係。在音樂說明下還有一條分界線，在它下方則是以阿卡德語寫道的作者資料，意思為「這是一首『尼特基比』（一種音樂類型，為Nidqabli的變體），一個『札魯茲』……由阿摩拉比所作」（This [is] a song [in the] nitkibli , a zaluzi … written down by Ammurabi）。這個名字與另一位抄寫員伊斯薩利（Ipsali）的名字有在其他泥板上發現，他們都是閃族人。完整的讚美詩從來沒有顯示過作曲家的名字，但找到的五塊碎片有四塊寫著不同的作曲家姓名，分別是塔帕什休尼（Tapšiẖuni）、蒲希雅（Puẖiya）或蒲希雅那（Puẖiyana）、厄希雅（Urẖiya，在h.8和h.12上都能找到）和安米雅（Ammiya），這些都是胡里安人的姓名。
有三塊阿卡德語的泥版描述到其族群的調音系統，兩塊來自巴比倫時代晚期，另一塊估算為古巴比倫時期（大約在前18世紀）的產物，其中用楔形文字書寫的音樂符號則提到九弦里拉琴的七聲自然音階。巴比倫人的理論描述了三度、四度、五度和六度的音程，但在理論範圍內僅有七弦里拉琴可以跨越前述的各種音程（即使他們的描寫的樂器實際上有九條弦），而他們的理論沒有一個形容四度和五度之間的抽象距離的術語。結果巴比倫人總共有14個描述琴弦的術語，六弦有兩個，五弦有三個，四弦有四個，最後三弦則有五個，但就是沒有一個術語對應單個音符或七度音程。該十四個術語構成了他們理論體系的基礎，並由兩位考古學家整合這些古代資料（首先是弦數，然後將古巴比倫的名字和翻譯正規化）：
1–5 nīš gab(a)rîm（開場）
7–5 šērum（歌？）
2–6 išartum 
1–6 šalšatum（第三段）
3–7 embūbum（牧笛）
2–7 rebûttum（第四段）
4–1 nīd qablim
1–3 isqum
5–2 qablītum（中段）
2–4 titur qablītim（中段之間的橋段）
6–3 kitmum（翻唱/結尾）
3–5 titur išartim（išartum之間的橋段）
7–4 pītum（第一段）
4–6 ṣ/zerdum（？）
每段的第一項標題是調音的名稱，音程都是五度（nīš gab(a)rîm，išartum'，embūbum'）或四度（nīd qablim, qablītum, kitmum, and pītum）的，並且被一個現代學者稱為是「主要」的區間。其他七段則是「次要」的區間，全部為三度或六度。
《h.6》的前兩行符號解讀後可得：
qáb-li-te 3 ir-bu-te 1 qáb-li-te 3 ša-aḫ-ri 1 i-šar-te 10 uš-ta-ma-a-ri
ti-ti-mi-šar-te 2 zi-ir-te 1 ša-[a]ḫ-ri 2 ša-aš-ša-te 2 ir-bu-te 2.
這是音程名稱的不規則繼承，它們清楚的書寫在歌詞的下方，再加上數位譜符號的常規插入，形成一部記譜音樂作品。有些術語與舊的文本理論中的阿卡德語形式有所不同，而這並不奇怪，因為它們都是外來術語。舉例來說，「irbute」對應文本理論的「rebûttum」、「šaḫri」等於「šērum」、「zirte」對應「ṣ/zerdum」、「šaššate」等同「šalšatum」和「titim išarte」與「titur išartim」相通。還有一些較為罕見的附加詞，其中一些明顯是胡里安語而不是阿卡德語，這是因為它們截斷了音程–數位譜的模式，所以那些附加詞可以是有命名的音程前方或後方的修飾詞。例如《h.6》的第一句以「ušta mari」為結尾，這單詞亦在其他讚歌碎片上出現，且通常在數位譜符號之前而不在其之後。

## 文字
《h.6》的文字難以解讀，除了由於胡里安語本身未完全被理解外，還因為泥板碎片缺失而造成部分句子語意不通。而且一些單詞有可能已經因為音樂口耳相傳而無意間被改變發音。除此之外，泥板的語言似乎是一種當地的烏加里特方言，與其他地方發現的文物的方言截然不同。即使存在多條難題，胡里安頒歌仍顯然是一首關於尼卡爾女神的宗教文獻。其有四行詩文，特點是泥板反面的前三行的七個最尾音節在正面的下一行重覆。拉羅謝看到這特性時發現其與一個僱請巴比倫抄寫員書寫的較長文獻類似，兩者這樣做都是為了能連貫性地從泥板與泥板之間臨時轉調。漢斯·古特博克和安妮·基爾默（Anne Kilmer）採取的觀點是單個文獻中絕對找不到這種手法的，所以這些重覆音節必定會構成一個被分隔成固定部分的副歌。對此，杜申-吉耶曼反駁道《h.6》是一首以在巴比倫從沒看過的形式編寫（正—反—正）的歌曲，而這正是胡里安人使用導引音的充分理由。
考古學家第一次嘗試出版解讀《h.6》的書籍是在1977年，由漢斯-約亨·泰爾（Hans-Jochen Thiel）提出，24年後，由於波阿茲卡雷附近的考古地點有新的發現，胡里安學（Hurritology）取得重大的發展，其工作也為24年後由西奧·J·H·克里斯平（Theo J. H. Krispijn）所做的臨時嘗試奠定了良好的基礎。

## 音樂唱片
- Music of the Ancient Sumerians, Egyptians & Greeks, new expanded edition. Ensemble De Organographia (Gayle Stuwe Neuman and Philip Neuman). CD recording. Pandourion PRDC 1005. Oregon City: Pandourion Records, 2006. [Includes the nearly complete h.6 (as "A Zaluzi to the Gods"), as well as fragments of 14 others, following the transcriptions of M. L. West.]

## 延伸閱讀
- Bielitz, Mathias. 2002. Über die babylonischen theoretischen Texte zur Musik: Zu den Grenzen der Anwendung des antiken Tonsystems, second, expanded edition. Neckargemünd: Männeles Verlag.
- Braun, Joachim. "Jewish music, §II: Ancient Israel/Palestine, 2: The Canaanite Inheritance". The New Grove Dictionary of Music and Musicians, second edition, edited by Stanley Sadie and John Tyrrell. London: Macmillan Publishers, 2001.
- Černý, Miroslav Karel. 1987. "Das altmesopotamische Tonsystem, seine Organisation und Entwicklung im Lichte der neuerschlossenen Texte". Archiv orientální 55:41–57.
- Duchesne-Guillemin, Marcelle. 1963. "Découverte d'une gamme babylonienne". Revue de Musicologie 49:3–17.
- Duchesne-Guillemin, Marcelle. 1966. "A l'aube de la théorie musicale: concordance de trois tablettes babyloniennes". Revue de Musicologie 52:147–62.
- Duchesne-Guillemin, Marcelle. 1969. "La théorie babylonienne des métaboles musicales". Revue de Musicologie 55:3–11.
- Gurney, O. R. 1968. "An Old Babylonian Treatise on the Tuning of the Harp". Iraq 30:229–33.
- Halperin, David. 1992. "Towards Deciphering the Ugaritic Musical Notation". Musikometrika 4:101–16.
- Kilmer, Anne Draffkorn. 1965. "The Strings of Musical Instruments: Their Names, Numbers, and Significance". Assyriological Studies 16 ("Studies in Honor of Benno Landsberger"): 261-68.
- Kilmer, Anne Draffkorn. 1971. "The Discovery of an Ancient Mesopotamian Theory of Music". Proceedings of the American Philosophical Association 115:131–49.
- Kilmer, Anne Draffkorn. 1984. "A Music Tablet from Sippar(?): BM 65217 + 66616". Iraq 46:69–80.
- Kilmer, Anne Draffkorn, and Miguel Civil. 1986. "Old Babylonian Musical Instructions Relating to Hymnody". Journal of Cuneiform Studies 38:94–98.
- Kümmel, Hans Martin. 1970. "Zur Stimmung der babylonischen Harfe". Orientalia 39:252–63.
- Schmidt, Karin Stella. 2006. "Zur Musik Mesopotamiens: Musiktheorie, Notenschriften, Rekonstruktionen und Einspielungen überlieferter Musik, Instrumentenkunde, Gesang und Aufführungspraxis in Sumer, Akkad, Babylonien, Assyrien und den benachbarten Kulturräumen Ugarit, Syrien, Elam/Altpersien: Eine Zusammenstellung wissenschaftlicher Literatur mit einführender Literatur zur Musik Altägyptens, Anatoliens (Hethitische Musik), Altgriechenlands und Altisraels/Palästinas". Seminar-Arbeit. Freiburg i. Br.: Orientalisches Seminar, Albert-Ludwigs-Universität Freiburg.
- Thiel, Hans-Jochen. 1978. "Zur Gliederung des 'Musik-Textes' aus Ugarit". Revue Hittite et Asiatique 36 (Les Hourrites: Actes de la XXIVe Rencontre Assyriologique Internationale Paris 1977): 189–98.

## 外部連結
- An interview with Anne Kilmer:
  - Part 1
  - Part 2
  - Part 3
  - Part 4
- Goranson, Casey. student article on Hurrian Hymn No. 6 （页面存档备份，存于）, with midi and score examples of many different interpretations. (Accessed 23 January 2011)
- A performance of the Hymn to Nikkal （页面存档备份，存于） on YouTube.
- Oldest known music notation in history – Raoul Vitale’s interpretation  （页面存档备份，存于）